# 暗黒街の対決
『暗黒街の対決』（あんこくがいのたいけつ）は、1960年に公開された日本映画。原作は大藪春彦『血の罠』。
1960年の東宝の正月映画で、三船敏郎・鶴田浩二の、当時の東宝2大スター競演によるアクション映画。監督の岡本喜八は前年、『暗黒街の顔役』を撮って大ヒットさせたことから、引き続きの連投となったが、『暗黒街の顔役』が兄弟愛や子供が物語に絡んで妙に湿っぽい出来となったのに比べ、本作は西部劇のような設定と、洋画のギャングもののような作風がより強まり、三船と鶴田の男臭い友情を軸に、ドライでありながら随所に鏤められたユーモア（関沢新一脚本）、そして岡本の細かいカッティングによるダイナミックな演出が相まって快作に仕上がった。
併映は、宝塚映画制作・森繁久弥主演・佐伯幸三監督の『天下の大泥棒 白浪五人男』。

## ストーリー
札付きの汚職刑事・藤丘が東京からとある地方都市・荒神市に左遷されてきた。荒神市は二手の暴力団・新興ヤクザの大岡組と、古手の小塚組が争っていた。藤丘はふとしたことから元小塚組の幹部で、今は足を洗って酒場を経営する鉄雄と知り合う。鉄雄は大岡組の親分・大岡から奪って結婚した妻を、大岡の子分に交通事故に見せかけて殺されたのだった。藤丘は早速大岡組に入り込み、内情を探ろうとする。そんな折、荒神市の荒神川砂利採取権を巡って、小塚組の親分・小塚が大岡組の雇った殺し屋に射殺された。これを機に大岡組は小塚の子分たちを皆殺しにし、小塚組を壊滅させた。鉄雄も危うく殺されそうになるが、そこを藤丘が救い、大岡らの目の届かない所へと匿う。鉄雄は、妻を殺し、小塚を殺した大岡への復讐を決行すべく機会を狙っていた頃、大岡らは藤丘の行動を怪しみ、大岡の顧問弁護士・天堂を通じて密かにその身元を調査した。すると、左遷刑事とは仮の姿で、実は暴力団対策のエキスパートである警視庁の野口警部であることが判明する。早速、天堂らが大岡の妾・サリーのアパートで藤丘を追い詰めるが、今度は鉄雄が藤丘の窮地を救った。隙を突いて単独で大岡の邸宅に乗り込んだ鉄雄は、憎き大岡を射殺した。藤丘が鉄雄に歩み寄ろうとした瞬間、鉄雄の拳銃がもう一発弾を発射した。咄嗟に藤丘は鉄雄を撃つが、鉄雄は藤丘目掛けて撃ったのではなく、2階の階段に隠れていた天堂を射殺したのであった。鉄雄は藤丘に抱かれて絶命した。

## キャスト
- 藤丘三郎：三船敏郎
- 村山鉄雄：鶴田浩二
- サリー：司葉子
- 大岡：河津清三郎
- 柴田：中丸忠雄
- 天堂進：平田昭彦
- お不動吉：堺左千夫
- 富田：岩本弘司
- 杉野：ミッキー・カーチス
- 市野：天本英世
- 二川：若松明
- 三田：高木弘
- 小塚音吉：田崎潤
- 弥太：佐藤允
- ター公：中山豊
- マリ：北あけみ
- 岩井村記者：山本廉
- 荒神署署長：小杉義男
- 望月次席：中谷一郎
- 三宅警官：夏木陽介
- ストリップのブローカー：沢村いき雄
- 警視庁部長：村上冬樹
- 警視庁課長：堤康久
- タンバ：牧野児朗
- 松尾：直木明

## スタッフ
- 製作：田中友幸
- 監督：岡本喜八
- 原作：大藪春彦『血の罠』
- 脚本：関沢新一
- 音楽：佐藤勝